# كلوربنزيد
كلوربنزيد، المعروف أيضًا باسم كلورباراسيد وكلور سلفاسيد، هو مبيد آفات. يتم استخدامه كمبيد للقراد يستخدم لقتل العث والقراد.